# NGC 1182
NGC 1182 (ook wel NGC 1205) is een spiraalvormig sterrenstelsel in het sterrenbeeld Eridanus. Het hemelobject werd in 1886 ontdekt door de Amerikaanse astronoom Ormond Stone.

## Synoniemen
- NGC 1205
- PGC 11511